# JWH-146
JWH-146，化学名N-正庚基-5-苯基-3-(1-萘甲酰基)吡咯，分子式C
28H
29NO，属于萘甲酰基吡咯类JWH系列大麻素，是大麻素受体CB1和CB2的激动剂。
它可以苯乙酮肟、1-萘甲酰氯、1-溴庚烷为原料经多步反应制得。